# Grevskabet Oldenborg
 For alternative betydninger, se Oldenborg. (Se også artikler, som begynder med Oldenborg)
Grevskabet Oldenborg (tysk: Grafschaft Oldenburg) var et grevskab i den nordvestlige del af Det Tysk-Romerske Rige, der eksisterede fra begyndelsen af 1100-tallet til 1774. Dets område lå i den nordlige del af den nuværende tyske delstat Niedersachsen.
Grevskabet opstod i begyndelsen af 1100-tallet i grænseområdet mellem sakserne og friserne. Det var gennem sin eksistens ofte opdelt i forskellige linjer. Grevskabet var i personalunion med Kongeriget Danmark fra 1667 til 1773 og Det Russiske Kejserrige i 1773. Det blev afløst af Hertugdømmet Oldenborg i 1774.

## Historie
I 1108 blev en vis Egilmar omtalt i en bekendtgørelse, hvor han omtales som comes in confinio Saxonie et Frisie potens et manens, altså en mægtig greve i grænseområdet mellem frisere og saksere. I bekendtgørelsen omtales desuden Aldenburch, som er den første benævnelse i kilderne af Oldenburg, slægtens senere stamsæde og den kerne, omkring hvilken Grevskabet Oldenborg voksede frem. Det blev rigsumiddelbart i 1180. I 1272 blev grevskabet arvedelt i Oldenborg og Delmenhorst. I begyndelsen af 1400-tallet blev det forenet under grev Didrik den Lykkelige, hvis ene søn Gerhard arvede Oldenborg, mens sønnen Christian blev dansk konge. Da Gerhards slægt uddøde i 1667 kom Oldenborg i personalunion med Kongeriget Danmark.

### Hertugdømme fra 1777
Ved Traktaten i Zarskoje Selo overdrog kong Christian 7. af Danmark-Norge Grevskabet Oldenborg til den russiske tronfølger (den senere kejser Paul 1. af Rusland). Den 27. august 1773 blev grevskabet overladt til Paul. Allerede fire dage senere blev fyrstbispen af Lübeck, der var kronprins Pauls slægtning, udnævnt til guvernør. 
I 1774 blev kejser Josef 2. af Det tysk-romerske Rige anmodet om at godkende guvernøren som hertug. Dette skete i 1777, og derved blev Oldenborg et hertugdømme. Rusland bevarede dog sin indflydelse i Oldenborg. Hertugdømmet førte ofte en russiskvenlig politik. Frem til 1917 var den russiske kejser overhoved for (chef for) fyrstehuset i Oldenborg. Dette betød fx, at enhver ændring i huslovene (bl.a. om arvefølgen) skulle godkendes i Sankt Petersborg.
Storhertugdømmet Oldenborg blev oprettet i 1829, og det blev afløst af Fristaten Oldenborg i 1918. I 1946 blev området indlemmet i delstaten Niedersachsen. 
I 1946–1978 var området kendt som Verwaltungsbezirk Oldenburg. I 1978–2014 var Oldenborg en del af Regierungsbezirk Weser-Ems

## De mest kendte grever af Oldenborg
- 1101–1108: Egilmar 1. af Oldenburg
- 1108–1143: Egilmar 2. af Oldenburg
- 1148-1167: Christian 1. af Oldenburg
- 1423–1440: Didrik den Lykkelige
- 1440–1448: Christian 7. af Oldenborg, (konge af Danmark, Norge og Sverige som Christian 1.)
- 1448–1483: Gerhard 6. af Oldenburg
- 1526–1566: Christoffer af Oldenburg, kendt fra Grevens Fejde.
- 1603–1667: Anton Günther af Oldenborg, gift med Sophie Katharina af Slesvig-Holsten-Sønderborg
- 1667–1670: Frederik 1. af Oldenborg, tidligere fyrstbiskop af Verden og fyrstærkebiskop af Bremen, konge af Danmark-Norge som Frederik 3.
- 1670–1699: Christian 8. af Oldenborg, konge af Danmark-Norge som Christian 5.
- 1699–1730: Frederik 2. af Oldenborg, konge af Danmark-Norge som Frederik 4.
- 1730–1746: Christian 9. af Oldenborg, konge af Danmark-Norge som Christian 6.
- 1746–1766: Frederik 3. af Oldenborg, konge af Danmark-Norge som Frederik 5.
- 1766–1773: Christian 10. af Oldenborg, konge af Danmark-Norge som Christian 7.
- 1773: Paul 1., russisk kronprins, senere kejser Paul 1. af Rusland.
- 1773–1774: Frederik August 1., første hertug af Oldenborg fra 1774